# Cloîtres dei Santi Severino et Sossio

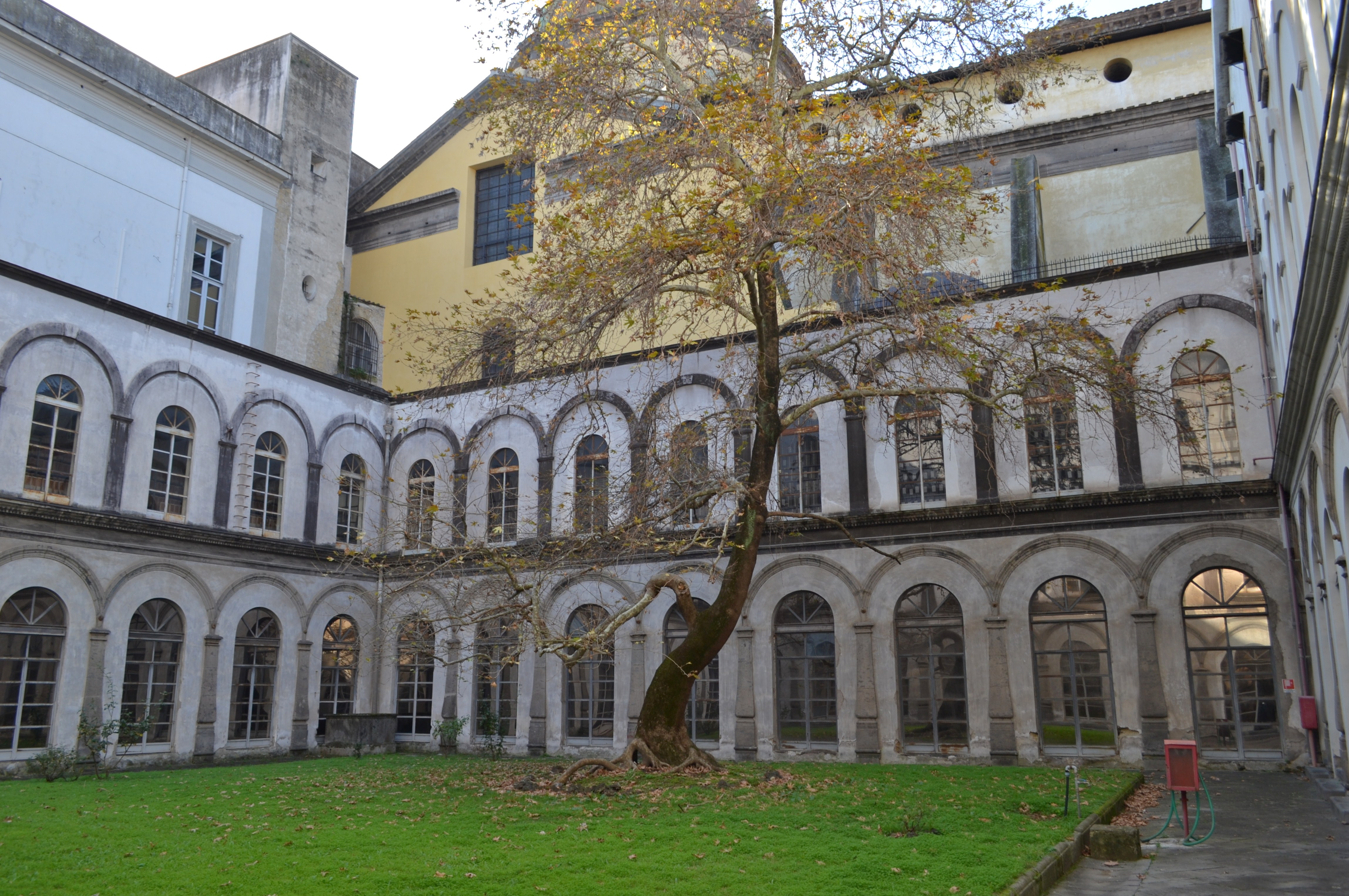
Cloître du Platane ; au centre se trouve l'arbre séculaire

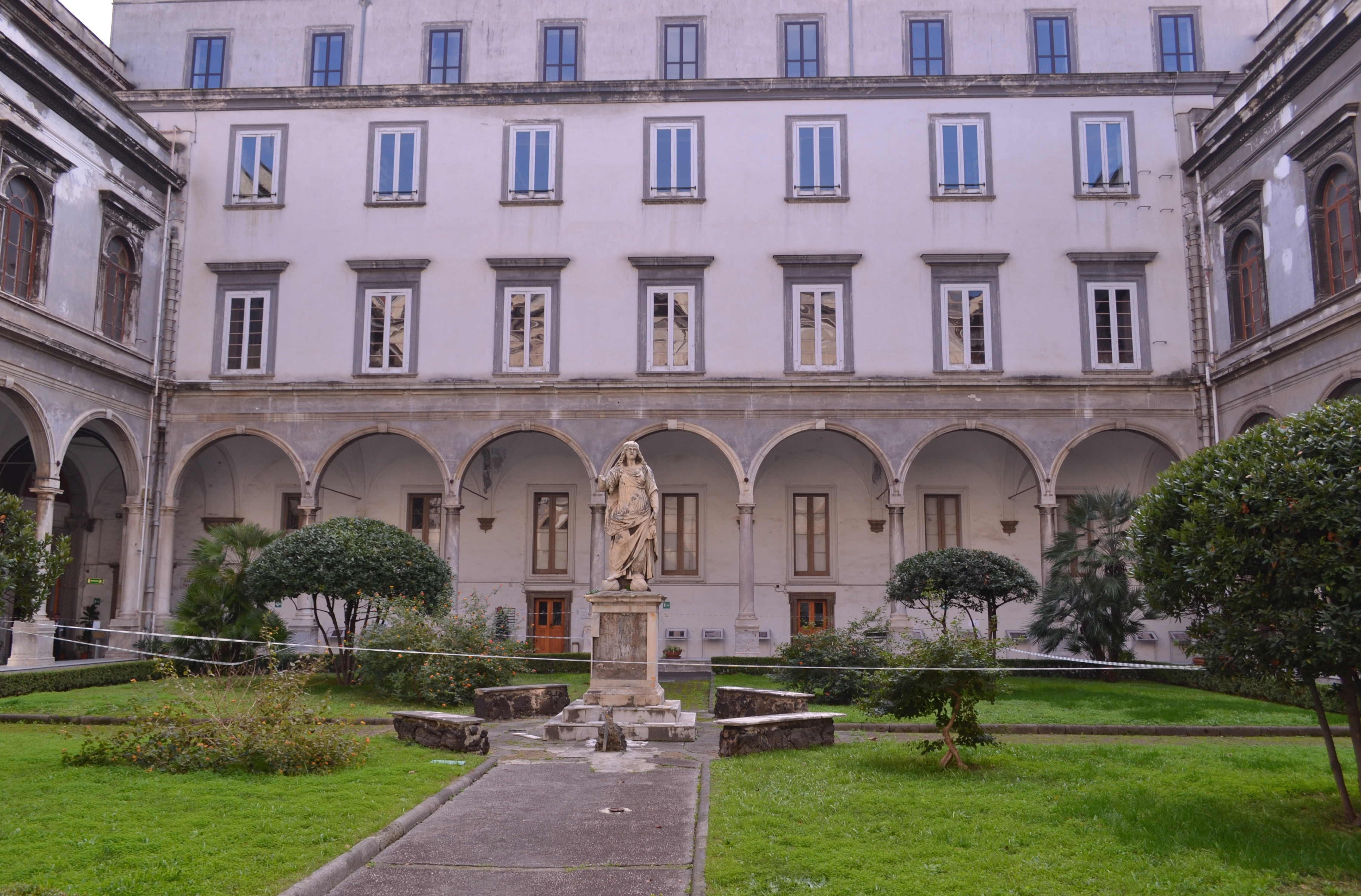
Grand cloître (ou de marbre)

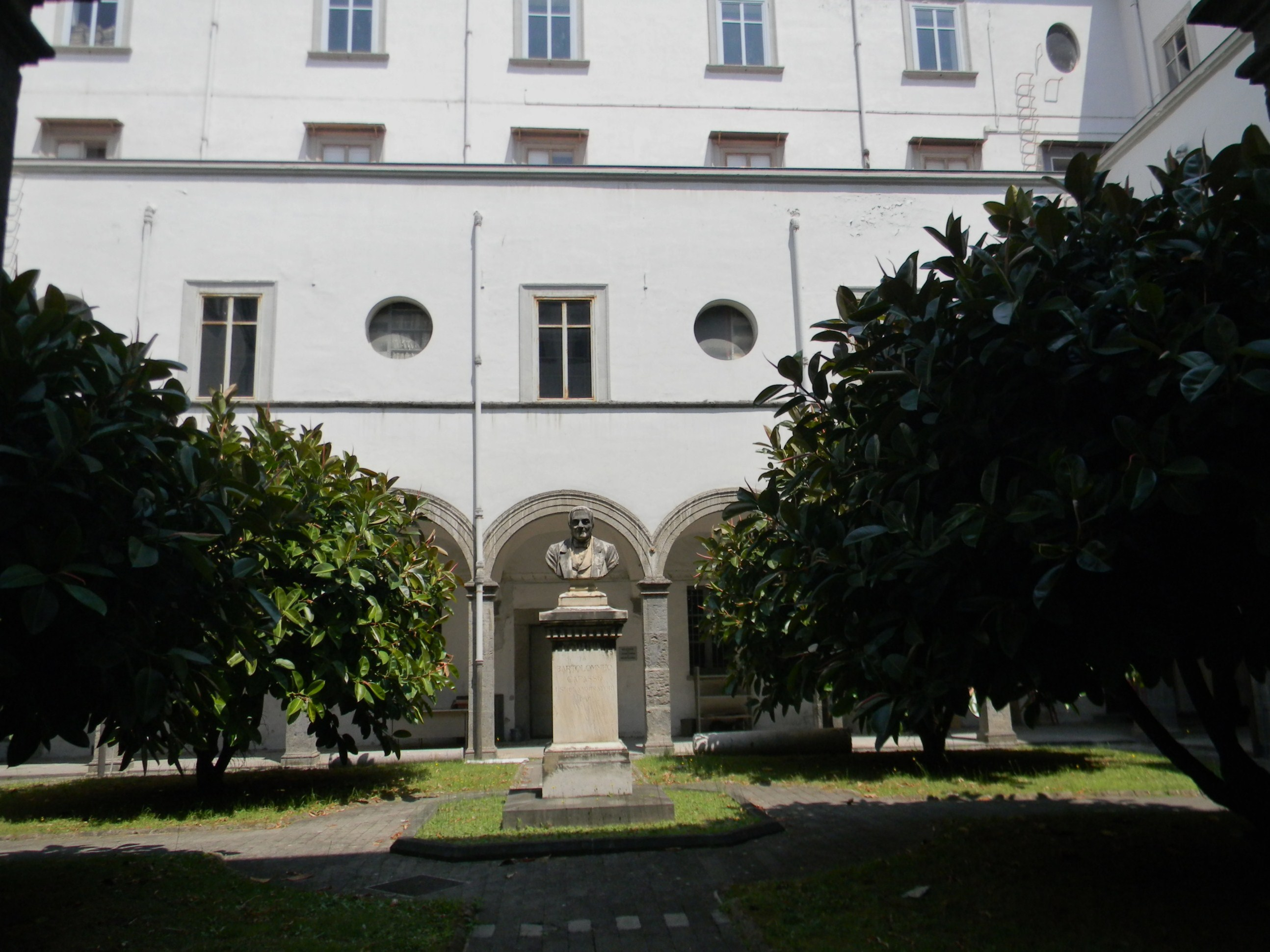
Cloître du Noviciat

Les cloîtres dei Santi Severino et Sossio sont trois cloîtres monumentaux de Naples appartenant au complexe monastique de l'église dei Santi Severino et Sossio.
Parmi les plus importants de la ville, tant d'un point de vue artistique qu'historique, devenant en 1835 le siège des Archives d'État de Naples, les cloîtres sont :
- cloître du Platane ;
- grand cloître (ou de marbre) ;
- petit cloître (ou du Noviciat).

## Histoire
Le premier cloître construit dans le complexe remonte au Xe siècle et est le chiostro del Platano. Son nom dérive d'un bois de platanes qui aurait été donné à saint Benoît par le père de San Mauro, Anicio Equizio. Certaines extensions remontent au début du XIe siècle et des modifications plus importantes, par Giovanni Francesco Mormando, ont eu lieu dans la seconde moitié du XVe siècle. Parallèlement à cette phase, un second cloître est construit, celui du « Noviciat ».
Entre la fin du XVIe et le début du XVIIe siècle il fut construit à la place le cloître de marbre, destiné à servir de jardin, avec une entrée sur rue.
Au XVIIIe siècle, la zone du cloître du Platane était en partie occupée par de nouvelles cellules et de nouvelles zones de service, nécessaires à la croissance de la communauté, et en 1715, des piliers de piperno ont remplacé les colonnes d'origine.
En 1803, l'étage supérieur du cloître du Noviciat est modifié pour obtenir deux étages de pièces, en partie destinées à abriter une école. En 1835, il abritait les archives du royaume et le monastère fut abandonné.
En 1901, le cloître du Noviciat est dédié à Bartolomeo Capasso.

## Description

### Cloître du Platane

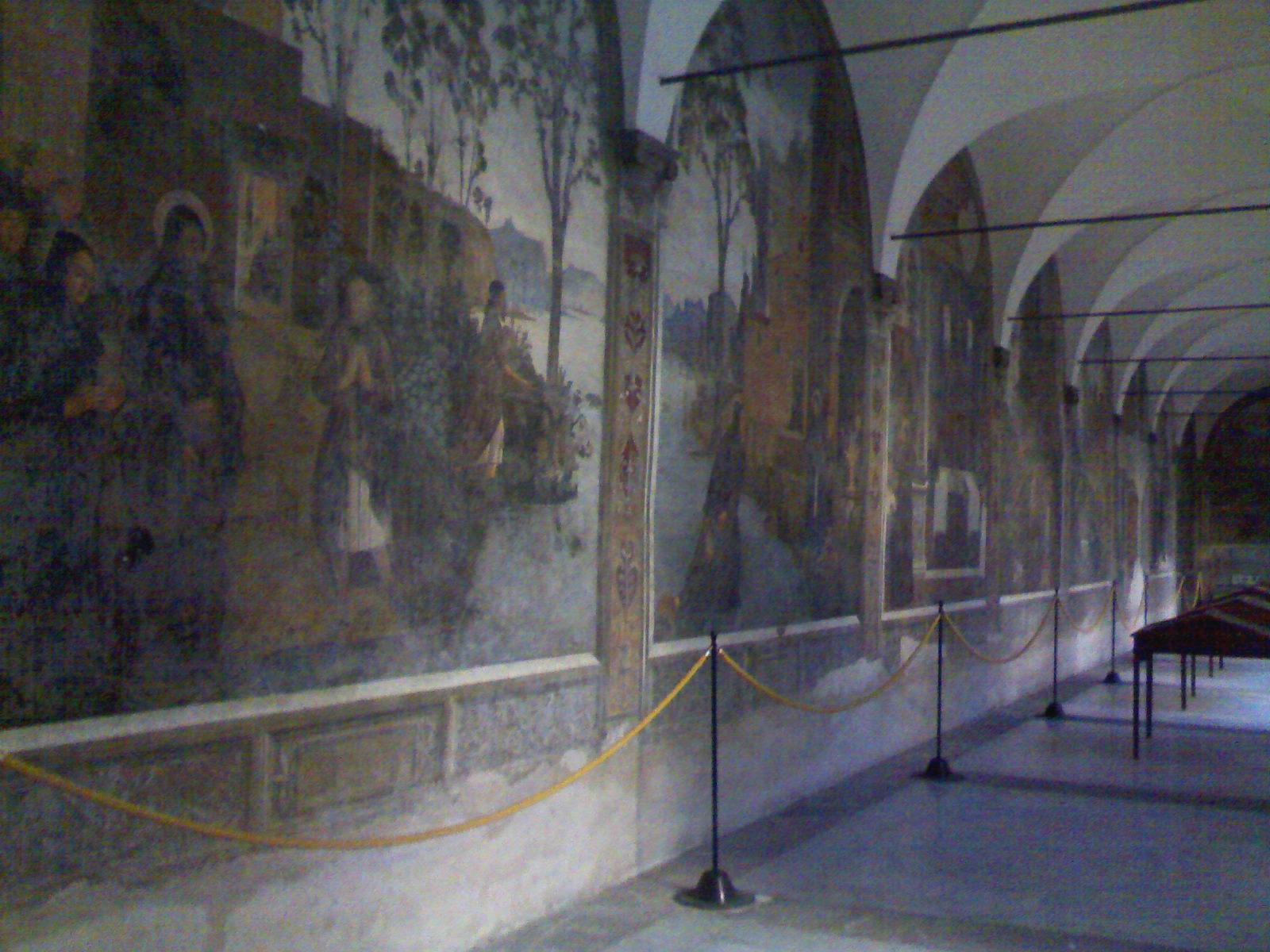
Aperçu des Histoires de la vie de saint Benoît, par Antonio Solario (vers 1515).

Le cloître du Platane se compose d'un carré avec des arcades comprenant sur chaque côté huit arcs, soutenus par des piliers en piperno et un étage supérieur avec une loggia. Au centre se trouve un platane qui selon la légende aurait été planté par saint Benoît lui-même et dont les feuilles possèdent des vertus thérapeutiques. L'arbre a été abattu en 1959 lorsque le tronc mesurait 8,45 m de circonférence puis a repoussé sur sa propre racine.
Deux des quatre murs des arcades sont décorés d'un cycle de fresques de l'école Ombrie-Marche d'Antonio Solario et d'aides datant du début du XVIe siècle et représentant des scènes de la Vie de saint Benoît. Au cours de la première moitié du XIXe siècle, les arcades du cloître ont été fermées par des portes vitrées, dans le but de protéger les fresques de Solario.
Il est actuellement en cours de restauration grâce aux fonds du projet Unesco pour le centre historique de Naples.

### Cloître de marbre
Le cloître Renaissance est limité sur quatre côtés par 24 arcs soutenus par des colonnes en marbre de Carrare, aux chapiteaux doriques décorés de motifs floraux, tandis que le jardin central est divisé par des allées pavées de terre cuite en quatre parterres fleuris. Plusieurs pièces la surplombent, dont le réfectoire et la salle capitulaire, tous deux décorés de fresques par Belisario Corenzio vers la première moitié du XVIIe siècle, et à l'origine s'y trouvait aussi la citerne pour stocker l'eau.
L'étage supérieur est plutôt caractérisé par de grandes fenêtres cintrées sur des piliers encastrés dans une corniche.
À l'occasion de l'implantation des archives du royaume dans l'édifice, une statue représentant La Théologie, en marbre, sculptée par Michelangelo Naccherino a été érigée au centre du cloître.

### Cloître du Noviciat
Le cloître du Noviciat a un plan rectangulaire, avec des portiques à trente arcs reposant sur des piliers de piperno ; le centre de l'espace est décoré du Buste de Bartolomeo Capasso par Salvatore Cepparulo, surintendant des archives des vingt dernières années du XIXe siècle, à qui le cloître était dédié au début du XXe siècle. Les pièces de ce cloître étaient principalement destinées aux novices, tandis que les autres pièces étaient les appartements du prieur.
En 1803, l'étage supérieur fut transformé en un bâtiment à deux étages, destiné en partie à loger les religieux et l'autre partie à l'école.